# Iota Lupi
Iota Lupi (1 Lupi) é uma estrela na direção da constelação de Lupus. Possui uma ascensão reta de 14h 19m 24.23s e uma declinação de −46° 03′ 29.1″. Sua magnitude aparente é igual a 3.55. Considerando sua distância de 352 anos-luz em relação à Terra, sua magnitude absoluta é igual a −1.61. Pertence à classe espectral B2.5IV.